# Янко, Михаил Егорович
Михаи́л Его́рович Янко́ (18 августа 1922, Всеволодовка, КазАССР — 10 августа 1945, Насон) — советский лётчик штурмовой авиации Военно-морского флота в Советско-японской войне, Герой Советского Союза (1945, посмертно). Младший лейтенант (1944).

## Биография
Родился 18 августа 1918 в селе Всеволодовка Кокчетавского уезда (ныне — Айыртауский район Северо-Казахстанской области Казахстана). Окончил 10 классов средней школы. 
В 1940 году был призван в Красную Армию. Служил командиром отделения в учебной роте 213-го стрелкового полка. Перед самой войной был переведён в авиацию и направлен учиться в Днепропетровскую школу пилотов первоначального обучения. С приближением немецких войск школа была эвакуирована и расформирована, а Михаил Янко переведён в 19-ю Куйбышевскую военно-авиационную школу пилотов первоначального обучения в ноябре 1941 года. Окончил её в июле 1942 года. В 1944 году окончил 3-й Военно-морское авиационное училище в городе Саранск. 
Направлен для прохождения службы в мае 1944 года в 1-ю эскадрилью 37-го штурмового авиационного полка ВВС Тихоокеанского флота. Служил лётчиком, в мае 1945 года был назначен командиром звена. 
Командир звена 37-го штурмового авиационного полка 12-й штурмовой авиационной дивизии ВВС Тихоокеанского флота младший лейтенант М. Е. Янко с началом Советско-японской войны 9 августа 1945 года совершил в составе полка 2 боевых вылета по порту Юки, на втором вылете штурмовым ударом сумел поджечь японский сторожевой корабль.
10 августа 1945 года в составе полка осуществлял топмачтовую бомбардировку японских кораблей в порте Расин (Расон, Наджин). При выходе из манёвра в мотор самолёта[какой?] попал зенитный снаряд и самолет загорелся. Тогда Михаил Янко направил самолёт на военный объект на берегу, разрушив здание жандармского управления города, повторив подвиг Гастелло и совершив тем самым, последний воздушный таран во Второй мировой войне.
Указом Президиума Верховного Совета СССР от 14 сентября 1945 года «за образцовое выполнение заданий командования на фронте борьбы с японскими милитаристами и проявленные при этом отвагу и геройство» младшему лейтенанту Михаилу Егоровичу Янко присвоено звание Героя Советского Союза посмертно.

## Награды
- Медаль «Золотая Звезда»
- орден Ленина

## Память
- 14 августа 1945 года в ходе десантной операции останки Михаила Янко и его бортстрелка Ивана Бабкина были найдены и захоронены морскими пехотинцами на возвышенности над Расонской бухтой. На могиле был установлен винт с самолёта Михаила Янко.
- Зачислен навечно в списки 94-го морского ракетоносного авиационного полка ВВС Тихоокеанского флота.
- В 1964 году железнодорожная станция Никольско-Бурлукская Целинной железной дороги близ села Всеволодовка была переименована в станцию Янко[4].
- В селе Саумалколь средняя школа № 1 носит имя Михаила Янко и одна из улиц тоже названа в честь Героя.
- Бюст установлен на аллее Героев перед штабом 7060-й авиабазы морской авиации ТОФ (в/ч 69262) в гарнизоне Елизово Камчатского края.
- Его именем названы улица Владивостока и рыболовный траулер.